# Eugen Nicolăescu
Gheorghe-Eugen Nicolăescu (n. 2 august 1955, satul Grădiștea, comuna Comana, județul Giurgiu) este un economist și om politic român, membru al Partidul Național Liberal, care a îndeplinit în perioada 2007-2008 funcția de ministru al sănătății publice în Guvernul Tăriceanu. În 2012 a preluat din nou aceeași funcție în Guvernul Ponta (USL). Gheorghe-Eugen Nicolăescu este profesor universitar din 2015 și viceguvernator al BNR din mai 2017.

## Biografie
Gheorghe-Eugen Nicolăescu s-a născut la data de 2 august 1955, în satul Grădiștea din comuna Comana (județul Giurgiu). A absolvit cursurile Facultății de Comerț din cadrul ASE București (1982), urmând apoi cursuri de specializare în domeniul economic cum ar fi: Noul sistem de contabilitate la Ministerul Finanțelor (1992, 1993), Management financiar și Noul sistem de contabilitate la Ministerul Finanțelor Publice (1995), audit financiar la ICAS - Scoția (The Institute of Chartered Accountants of Scotland) (2000), standarde internaționale de contabilitate la Ministerul Finanțelor Publice și Banca Mondială (2000) și un curs de formare de formatori în audit financiar (2005).
Ca urmare a cursurilor absolvite, el a obținut titlurile de expert contabil (1996), cenzor extern independent (1998) și auditor financiar (2001). Începând din anul 2001 este doctorand în economie la ASE București.
După absolvirea liceului, a lucrat ca tehnolog la Complexul de Hoteluri și Restaurante Athenee Palace din ITHR București (1976). Își satisface stagiul militar cu termen redus (1976-1977), apoi revine ca lucrător commercial la Complexul de Hoteluri și Restaurante Athenee Palace din ITHR București (1977-1978). Începând din anul 1976 urmează cursurile ASE București, la "fără frecvență". Este transferat apoi la Complexul de Hoteluri și Restaurante Flora din ITHR București, lucrând ca merceolog economist (1978-1982) și economist (1982-1985).
Îndeplinește apoi funcții cu caracter economic în diferite instituții de stat: analist la Centrul de Calcul cu probleme de aprovizionare tehnico-materială la Centrala Industrială de Echipament Special din Ministerul Industriei și Resurselor (1985-1987) și economist la serviciul aprovizionare la Centrala Industrială de Echipament Special din Ministerul Industriei și Resurselor (1987-1990). Începând din anul 1990 lucrează la Regia Autonomă Ratmil din Ministerul Industriei și Comerțului, pe posturile de șef serviciu aprovizionare (1990-1991), economist la Serviciul aprovizionare (1991-1992), șef serviciu buget, analize economice (1992-1994), director economic (1994-1997) și director general (1997-1999).
Intrat în politică ca membru al PNL, Eugen Nicolăescu este desemnat de acest partid să ocupe funcțiile de secretar general adjunct la Ministerul Finanțelor Publice (1999-2000) și președinte interimar al Comisiei Naționale a Valorilor Mobiliare (CNVM) (1-7 iulie 2000), demisionând din ultima funcție.
În mai 2008, procurorii Direcției Naționale Anticorupție au început urmărirea penală împotriva lui Eugen Nicolăescu și a deputatului Cristian Boureanu, vicepreședinte al PD-L, pentru „abuz în serviciu contra intereselor publice”. Cei doi sunt acuzați că, în anul 2000, pe când erau membri în Adunarea Generală a Acționarilor (AGA) de la Loteria Națională, au aprobat un act adițional la un contract dintre Loterie și firma grecească Intracom, care a adus companiei românești pagube de peste 120 de milioane de euro.

## Activitate politică
După alegerile parlamentare din noiembrie 2000, Eugen Nicolăescu este ales ca deputat de Mureș, pe listele PNL, fiind reales și după alegerile din noiembrie 2004. În această calitate, a fost membru în Comisia pentru buget, finanțe și bănci a Camerei Deputaților (din 2000) și vicepreședinte al acesteia (decembrie 2004 - decembrie 2005), membru în Comisia de validare (2000-2004), membru în Comisia pentru egalitatea de șanse pentru femei și bărbați (decembrie 2004 - februarie 2005), membru în Comisia comună a Camerei Deputaților și Senatului pentru controlul execuției bugetului Curții de Conturi pe anul 2000, membru în Comisia comună specială a Camerei Deputaților și Senatului pentru controlul execuției bugetului Curții de Conturi pe anul 2003, membru în Comisia permanentă comună a Camerei Deputaților și Senatului pentru relația cu UNESCO (din 2004).
De asemenea, a condus Grupul parlamentar al Partidului Național Liberal în calitate de vicelider (septembrie 2001 - septembrie 2002) și lider (28 decembrie 2004 - 5 septembrie 2005).
Eugen Nicolăescu a deținut funcții importante în conducerea PNL, cum ar fi președinte al Comisiei Centrale de Cenzori a PNL (2001-2002), membru al Biroului Executiv al Partidului Național Liberal, purtător de cuvânt (2002-2005) și membru în Biroul Permanent Central al PNL (2005-2007). În prezent, el este președinte al Organizației județene PNL Mureș (din 2001) și vicepreședinte pentru Regiunea 7 (Centru) al PNL, membru în Biroul Politic Central al PNL (din 2007).
În paralel cu activitatea parlamentară, Nicolăescu a predat ca lector universitar asociat la Universitatea Spiru Haret (2000-2001) și la ASE București (2001-2002). Din anul 2000 îndeplinește funcția de prim-vicepreședinte al Camerei Auditorilor Financiari din România, fiind reales în aprilie 2006 pentru un nou mandat de 5 ani.
La data de 22 august 2005, după demisia din funcție a lui Mircea Cinteză, deputatul Eugen Nicolăescu a fost numit în funcția de ministru al sănătății publice în Guvernul Tăriceanu.
Eugen Nicolăescu vorbește bine limba franceză și satisfăcător limbile engleză și italiană. El este căsătorit și are doi copii.

## Lucrări publicate
- Audit financiar (2000);
- Norme minimale de audit financiar;
- Cadrul general privind auditul intern.

De asemenea, a publicat articole și studii de specialitate în revistele “Piața financiară” și “Audit financiar".